# Esterigma

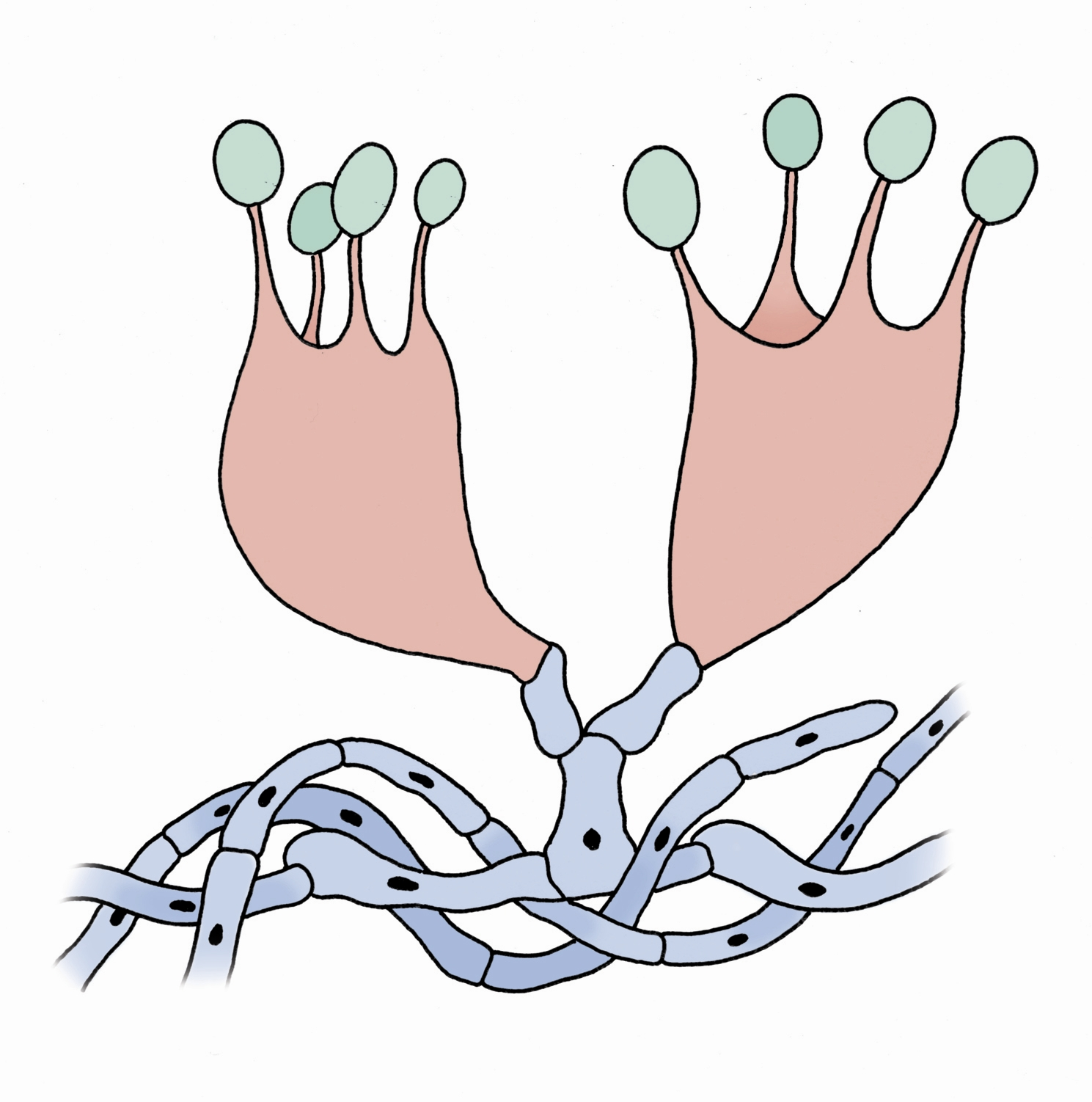
El esterigma es la extensión fina que conecta la espora (verde) con el basidio (rojo).

El esterigma es una extensión del basidio —la célula generadora de esporas en la división Basidiomycota— que consiste en un filamento basal y un apéndice fino que posee una espora en la punta. Se forman en el basidio a medida que se desarrolla y atraviesa la meiosis, lo que resulta en la formación de cuatro núcleos. Estos núcleos gradualmente migran a la parte superior del basidio, y cada uno migra a cada espora que se forma en la punta de cada esterigma.
También puede llevar en su extremo una conidia.